# Telluronevskite
La telluronevskite è un minerale.

## Etimologia
Il nome deriva dalla composizione chimica: è una nevskite con quantità prevalenti di tellurio.